# Spandet Kirke
Spandet Kirke ligger i landsbyen Spandet, ca. 11 km SØ for Ribe (Region Syddanmark).

## Eksterne kilder og henvisninger
- Spandet Kirke på KortTilKirken.dk
- Spandet Kirke i bogværket Danmarks Kirker (udg. af Nationalmuseet)

- Wikimedia Commons har flere filer relateret til Spandet Kirke